# Feldmár András
Feldmár András (Budapest, 1940. október 28. –) Kanadában élő, magyar származású pszichoterapeuta.
Tevékenysége szemben áll a pszichológia és pszichiátria hagyományos gyakorlatával, amennyiben károsnak tartja az ún. mentális betegségekkel való diagnosztizálás széles körben elterjedt módszerét (l. DSM-V) és az ezen alapuló kezelést. Megközelítésének lényege, hogy megfigyelés és módszerek alkalmazása helyett a terapeutának valódi, azaz spontán és őszinte emberi kapcsolatba kell lépnie a páciensével. Címkézés, gyógyszerelés és a páciensen való változtatás helyett a szenvedő ember környezetének megváltoztatását és a vele való szolidaritást hangsúlyozza. Az MDMA, az LSD és más pszichedelikumok szakértő felügyelettel történő, terápiás szempontból indokolt használatát támogatja, hangsúlyozva, hogy ezek a szerek nem önmagukban, hanem a terapeuta-páciens kapcsolat összetevőjeként tudnak segíteni. Napjaink pszichedelikus pszichoterápiával foglalkozó kutatásaiban tanácsadóként vesz részt és a témában nemzetközi konferenciákon ad elő.

## Élete

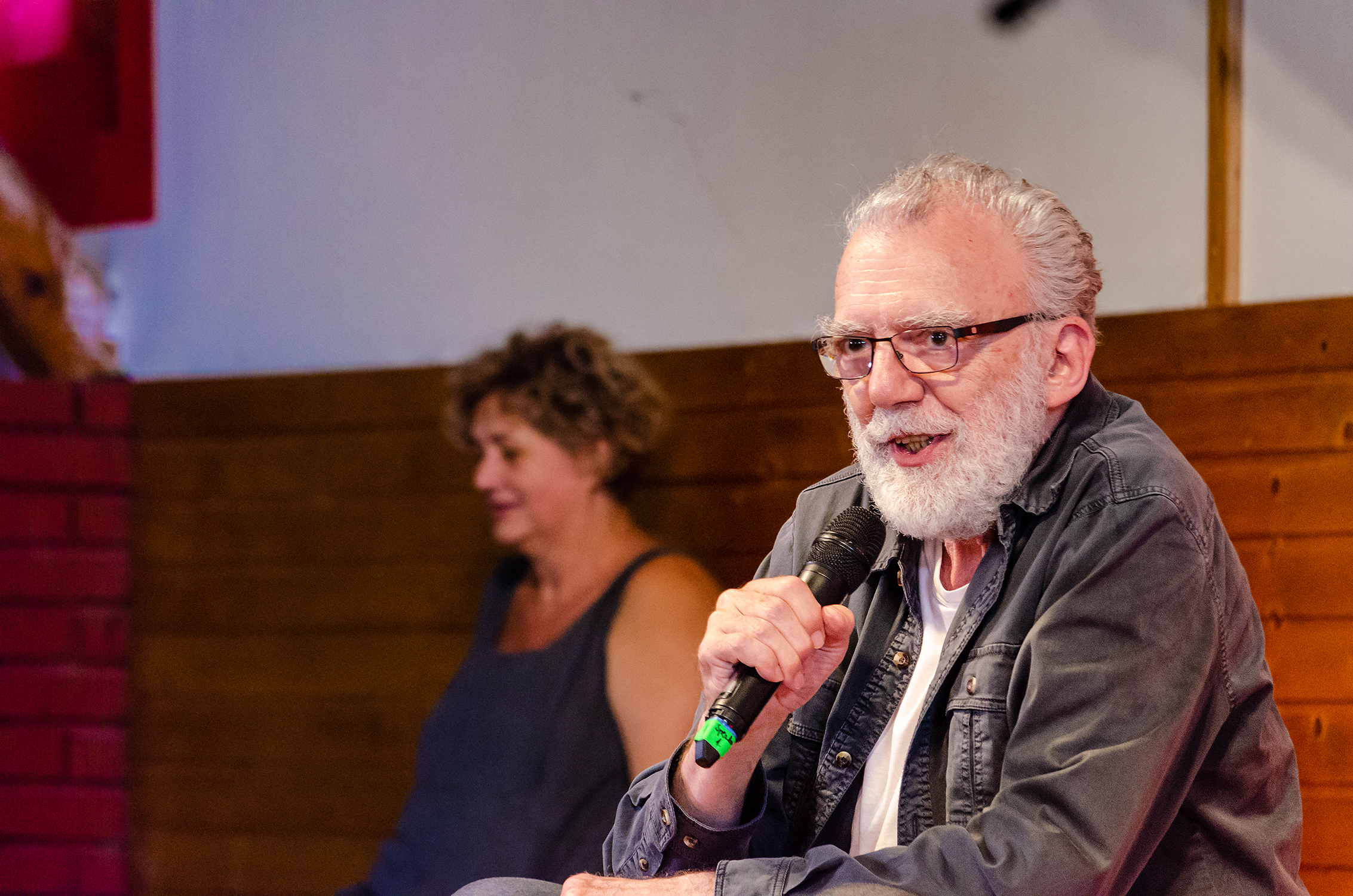
Feldmár András a 2018-as Nyári Egyetemen

Nem vallásos zsidó családba született. Egész életét befolyásoló trauma volt számára, hogy három és fél éves korában anyját elvitték Auschwitzba, apját munkaszolgálatba, nagyanyját a gettóba. Őt magát egy fiatal katolikus nő, élete kockáztatásával megmentette, rokonként másfél éven keresztül rejtegette. Ötödik születésnapja után apja, anyja, nagyanyja szerencsésen visszatért, és visszavették őt attól, akit addigra már megszeretett. Családja végérvényesen szétzilálódott, szülei hamarosan elváltak, ő anyjával és nagyanyjával élt, apját egyszer egy héten látogatta meg néhány órára. 1956 decemberében, tizenhat évesen, apja biztatására, anyja tiltakozása ellenére egymagában nekivágott a határnak, és a szilvesztert már Bécsben töltötte. Egy londoni kitérő után végül a Vöröskereszt megtalálta rokonait Torontóban, akik szállást és segítséget nyújtottak neki, amíg a maga lábára tudott állni, megtanult angolul, beiratkozott az egyetemre és munkát kerített magának. Matematikus lett, majd filozófiával foglalkozott, de miután két házassága is tönkrement éppen három és fél év után, pszichoanalízisre kezdett járni, és ezen élmény hatására választotta végül a pszichoterápiát hivatásul.
Honours Bachelor of Arts fokozatot (négyéves egyetemi diplomát) szerzett matematikából a Torontói Egyetemen, majd a baltimore-i Johns Hopkins Egyetemen kapott PhD-képzést szintén matematikából, amelyet az utolsó évben félbehagyott. Pszichológiából mesterképzést végzett és Master of Arts fokozatot szerzett, majd a vancouveri Simon Fraser Egyetemen végzett doktori tanulmányokat, de a mély hipnotikus állapotokról készülő diplomatémáját illető szakmai viták miatt nem fejezte be a képzést. 1969-ben az Egyesült Államokban kiadták Gárdonyi Géza A láthatatlan ember c. regényét az ő fordításában.
1969-től klinikai pszichológusként dolgozott Vancouverben, ahol 1974-ben megismerkedett Ronald David Lainggel; a skót pszichiáter elméleti és gyakorlati munkásságában radikálisan megkérdőjelezte a 20. századi pszichiátria dogmáit. Ez a találkozás egy életre meghatározta Feldmár tudományos munkásságát, szakmai felfogását, a világhoz és hivatásához való viszonyát. Nagy hatással volt rá a találkozás: Londonba költözött, Laing tanítványa és életre szóló barátja lett. Londonban nem csak Laing-től tanult, hanem másoktól is akik Laing körül dolgoztak. A gyógyítás antropológiáját Francis Huxley-tól, exisztenciális pszichoterápiát John Heaton-től, spirituális kríziskezelést és zazent Leon Redler-től, jógát Mina Semyon-tól, és a közösségben élők terápiáját Hugh Crawford-tól. Pszichoterapeutaként való elismerő oklevelét a Philadelphia Association alapítóitól és tanáraitól, személyesen R. D. Laingtől és Francis Huxley-tól kapta meg.
1975-ben visszatért Kanadába, a laingi örökséghez hűen gyakorlati és nem elméleti karriert választott. Vancouverben magánpraxist indított, élete során több mint 100 000 órát töltött páciensekkel. Figyelemre méltó eredményeket ért el pszichotikus emberek terápiájával, a Palo Altó-i iskolában pedig Paul Watzlawick mellett tett szert speciális rövidterápiás tapasztalatokra. Feldmár terápiája empirikus interperszonális fenomenológia, ami azt jelenti, hogy a fájdalom és a zavar orvoslásához nem az egyénben keresi a magyarázatot, hanem meggyőződése, hogy a baj mindig az egyének közötti térben, a kapcsolatokban keletkezik, abból fakad, hogy mi emberek hogyan bánunk egymással. Feldmár a terápiáját radikális vagy anyai terápiának nevezi. Radikális azért, mert a legősibb gyökerekből táplálkozik, anyai, mert a terápiában egy olyan környezetet teremt a páciensnek, mint egy szerető anya a gyerekének, ahol játék közben az szégyen nélkül mutathatja meg önmagát, úgy, ahogy van, meggyászolhatja, elsirathatja azt, amit elveszített.
1989-ben a CBC készített vele egy három részes rádióműsort R.D. Laingről. 1993-ban kiképző trénerként részt vett az UNESCO Chernobyl Program-ban. 1996-ban az ENSZ megbízásából Boszniában és Horvátországban dolgozott szakértő tanácsadóként. 1979 óta brit-kolumbiai valamint az egész Kanadára kiterjedő ottawai szakmai testületek regisztrált tagja. 2006-ban kollégájával, Dr. Patricia Wilenskyvel (a College of Psychologists of British Columbia korábbi elnökével) közösen nyílt levelet írtak az akkori vezetőségnek, amelyben leírták, hogy elutasítják a kontrolláló és központosító törekvéseket. Ezt követően Feldmár és Wilensky kilépett ebből a szervezetből. Feldmár a Canadian Psychological Association országos szakmai szövetségnek a mai napig tagja (Honorary Life Member C. P. A. Membership No.: 1131).
Feldmár András R. D. Laing tanítványaként, barátjaként és szakmai örököseként a mai napig számos jelentős terápiás kísérlet részese Európában és Amerikában. Szakemberekkel, teológusokkal, művészekkel és elszánt civilekkel arra keresik a választ, hogy hogyan tudnának a lélek és tudat sebeitől szenvedő emberek az orvos-beteg reláció kiszolgáltatottsága helyett élő, gyengéd, szeretetteli kapcsolatokból erőt merítve meggyógyulni és visszatalálni a hétköznapok boldogságába. Útkereső figyelme kiterjed olyan alternatív és tradicionális módszerekre, amelyeket különféle kultúrák és vallások gyógyítói, papjai, sámánjai használtak és használnak ma is. Feldmár a mai napig aktívan dolgozik terapeutaként; előszeretettel foglalkozik gyerekekkel, családokkal, csoportokkal és különböző közösségekkel is. Előadásokat és workshopokat tartott és tart Kanada, az Egyesült Államok és Nagy-Britannia több városában, valamint többek között Stuttgartban, Komáromban, Debrecenben, Sopronban és Budapesten. Számos szervezet számára végez szakértői, tanácsadói munkát; pszichológusokat, pszichoterapeutákat és pszichiátereket is továbbképez.
Feldmár hatására jött létre a Soteria hálózat magyarországi tagja, a Soteria Alapítvány, amely közösségi pszichiátriával foglalkozó szervezetként 1995 óta segíti a mentális problémákkal küzdő embereket. A Soteria mozgalom gyökerei egészen R. D. Laing kezdeményezéseihez nyúlnak vissza. A szervezet szoros kapcsolatot ápol Feldmár Andrással, és a Soteria munkatársai sok tekintetben az ő hazai követőinek számítanak.
Rendszeresen Magyarországra látogat, ahol a 2006-ban létrejött Feldmár Intézet szervezésében előadásokat tart, csoportokat, kurzusokat vezet, évről évre részt vesz a Nyári Egyetemen. A változás dinamikájával kapcsolatos kutatásait, tanulmányait használja fel a Feldmár Intézet a coaching területén, ahol gyorsan, eredményesen kell akadályokat megszüntetni, rejtett motivációkat felszínre hozni, és elérni az elérhető célokat, nyugodt szívvel hátat fordítva a lehetetlennek.
Feldmár András első angolul megjelenő könyvét Credo: R. D. Laing and Radical Psychotherapy címmel 2023 júniusában a pszichoanalízissel, pszichoterápiával foglalkozó Phoenix Publishing House / Karnac Books adta ki az Egyesült Királyságban. Az online könyvbemutatón Helen Douglas filozófiai tanácsadó, Alphonso Lingis filozófus, professor emeritus, Leon Redler pszichiáter, pszichoterapeuta, valamint Soma Feldmár, költő, szerkesztő méltatták a Credo-t.
2025 februárjában jelent meg az angliai Karnac Books gondozásában a Radical Adventure: An Inquiry into Psychedelic Psychotherapy c. következő, és egyben első eredetileg angol nyelven írt könyve, amely a pszichedelikus szerekkel támogatott pszichoterápiáról, a terapeuta és páciens közti spiritualitásról, és a terapeuta képzés nehézségeiről szól.

## A Feldmár Intézet
2006-ban jött létre a Feldmár András nevét viselő szellemi műhely, a Feldmár Intézet, amelynek alapítói így fogalmaznak: „Egyetértünk vele abban, hogy az, hogy van-e élet a halál előtt, többek között azon múlik, hogy valaki miképpen tud akkor is szabad maradni, ha pisztolyt tartanak a halántékához, vagy hogy képes-e átlátni, hogy a szeretet nem más, mint a másik ember másságának teljes elfogadása és a valódi párbeszéd. Mindehhez persze bátorság kell. A szeretet pedig munka, és a bátorság nem egy a félelemnélküliséggel.”
A Feldmár Intézet azért dolgozik, hogy Magyarországon minél többen ismerhessék meg a feldmári gondolkodásmódot és lehessenek aktív részesei annak a szellemi élménynek, amit a szabad, őszinte, kötöttségek és szégyenérzet nélküli kommunikáció adhat az embernek. A nonprofit szervezet Feldmár András részvételével és az internet adta lehetőségekkel szervezi élő és online eseményeit, és bevételeit visszaforgatja programjai (előadások, workshopok, önismereti csoportok) finanszírozására.
2019 júliusában hivatalosan is megalakult a Feldmár Intézet Stuttgartban, azaz a Feldmár Institut Stuttgart.

## Filmek
Szerepelt az 1989-es, Did you used to be R. D. Laing című filmben Laing oldalán. 2001-ben Fliegauf Benedek Van élet a halál előtt? címmel portréfilmet forgatott róla, amelyet ezt követően évekig vetített Budapesten a Tabán mozi, s amelynek anyaga 2004-ben könyvben is megjelent. 2005 szeptemberében tartott két előadása Feldmár: A valóság címmel kapható DVD-n a Soteria Alapítvány kiadásában. A portréfilm a Google-n is megtekinthető. Cindy Lou Griffith 2004-ben interjúfilmet forgatott Feldmár Andrással, Deconstructing Psychiatry címmel, amelyet 2009-ben, és 2013-ban vetítettek Kanadában. A Colbert Report című amerikai komédiaműsor 2007-ben forgatott Feldmár Andrással, amikor több évre kitiltották őt az USA-ból egyik, pszichedelikus drogokkal kapcsolatos tanulmánya miatt. Szakértőként szerepel a From Neurons to Nirvana: The Great Medicines c. pszichedelikus szereket és a velük való pszichoterápiás lehetőségeket bemutató 2014-es dokumentumfilmben. 2019-ben a Clear Horizon produkció forgatott vele több részes portréfilmet. Lenhardt László 2021-ben rövidfilmet forgatott Olaszországban, amelyet Feldmár András munkássága inspirált. 2024-ben jelent meg Krámli András rendezésében az Amit egyedül egyikünk sem látna c. egész estés Feldmár-portréfilm, amelynek premier előtti vetítése a budapesti Bem Moziban volt.
- Van-e élet a halál előtt? Fliegauf Benedek filmje Feldmár Andrásról (2001)
- Feldmár András : Valóság, képzelet, nyelv és emberi kapcsolat (2005)
- Feldmár András: Szeretet, vágy, akarat és szex (2005)
- Soteria Alapítvány: Feldmár András – Közelség, távolság – az intimitás határai (2007)
- Feldmár András: Ha én a szabadságról beszélek, úgy kell beszéljek róla, hogy az szabaddá tegyen (2008)
- Madarász Csaba: Egy reggeli beszélgetés Feldmár Andrással (2010)
- Soteria Alapítvány: Miben segíthet az egyik ember a másiknak? (2012)
- Eszter Alapítvány: Feldmár András az erőszakról (2013)
- Feldmár András: Álom, vagy valóság? (nagyelőadás) (2014)
- Feldmár András nagyelőadása a Komáromi Szalonban (2014)
- Feldmár András az álmokról (Dreampire megnyitó, A38, 2014)
- Félelem, düh, szex és agresszió (2015)
- Soteria Menedék: Terápiás Óra – Feldmár András és Kardos-Horváth János (2016)
- Feldmár András – 46 év pszichoterápiás tapasztalata után a kulcsok az élethez (Fulfilled, 2016)
- Feldmár András és Jónás Tamás beszélgetése (2017)
- Heti Agymosó videók – Feldmár András, Ács Dániel (2017-2020)
- Ellenállás – Feldmár a Pszinapszison (2018)
- A pénz fagyasztott vágy (Everness Fesztivál, 2018)
- Feldmár András – HORIZONT (első rész) (2019, Clear Horizon)
- Feldmár András – HORIZONT (második rész) (2019, Clear Horizon)
- Feldmár András – MORZSÁK (2019, Clear Horizon)
- Feldmár András előadása a Generációk bölcsessége Konferencián, 2019
- 12 olvasmány videók – Feldmár András, Krámli András (2020-)
- “Akiket megszeretünk, először idegenek voltak” – Feldmár András a dokumentumfilmekről (BIDF, 2020)
- Beszélgetések Feldmár Andrással (HVG Pszichológia, 2020-)
- Zebra: Feldmár András (Erdélyi Magyar Televízió, 2021)
- Másfél méter – Beszélgetések a szeretetről – Feldmár András és Büky Dorottya (HVG Pszichológia Szalon, 2021)
- Társas kapcsolatok: Pokol vagy mennyország? – Feldmár András előadása a Boldogság Világnap Konferencián, 2022
- Újévi fogadalmak és kapunyitási pánik: Hova tovább? Almási Kitti, Fuller Bianka, Feldmár András beszélgetése (Európa Pont, 2023)
- Függőségek – beszélgetés Feldmár Andrással (Knapek Éva klinikai szakpszichológus csatornája, 2023)
- Hogyan legyek jó pszichológus? – beszélgetés Feldmár Andrással (Knapek Éva klinikai szakpszichológus csatornája, 2023)
- Szavakon túl – Feldmár András (Kadarkai Endre, Klubrádió, 2023)
- Feldmár András – Csak bátran érdemes élni (HVG PszichoFeszt, 2024)
- Váczi Árpád riportfilmje Feldmár Andrásról
- Veiszer Alinda: Záróra / Feldmár András (Magyar Televízió)

Filmek angolul:
- Did You Used to Be R.D. Laing? (TV movie, 1989)
- Cindy Lou Griffith: Deconstructing Psychiatry (2004, Vancouver)
- Andrew Feldmár – Lunar Eclipse -- A Life Worth Living (TEDxDanubia, 2011)
- Andrew Feldmár on the Colbert Report (2007)
- Andrew Feldmar: MDMA for PTSD (MAPS, 2012)
- The Psychedelic Apprentice – Andrew Feldmar (Psychedelic Science, 2013)
- Interview with Andrew Feldmar (Conscious Living Radio, 2014)
- From Neurons to Nirvana: The Great Medicines (2014) részlet itt: https://www.youtube.com/watch?v=-2rrn_0uTro
- Andrew Feldmar: “Entheogens and Other Medicines for the Soul, for the Spirit, for Us." (Spirit Plant Medicine Conference, UBC, 2014)
- Therapeutic Use of Psychedelics Overview & Personal Journey – Andrew Feldmar (Psychedelic Psychotherapy Forum, 2015)
- Andrew Feldmar on Psychedelic Therapy (Breaking Convention, 2015)
- Andrew Feldmar – LSD, MDMA, & Therapy (ChangeTruth, 2016)
- Andrew Feldmár on Psychotherapy (Feldmar Institute, 2016)
- Andrew Feldmár on Shame (Feldmar Institute, 2016)
- Andrew Feldmár on Dependancy and Emancipation (Feldmar Institute, 2016)
- Legalizing Psychedelic Medicine – Andrew Feldmar – Trust (MAPS Canada, 2017)
- The LSD Psychotherapists – King’s Society for Psychedelic Studies 2017, London
- A lecture and Q&A by Andrew Feldmár at Depression Confessions (Vancouver, 2017)
- Andrew Feldmár: R. D. Laing – Existentialism & Buddhism (UBC, 2017)
- Andrew Feldmár: Portrait of a Therapist (Asher Penn, 2019)
- The Psychedelic Society – Meetup 21: Andrew Feldmar on Psychedelics & Radical Psychotherapy, 2020
- Psychoanalysis and Psychedelics: The Inaugural Event with Andrew Feldmar, Paul Zeal and Nathan Gorelick | The Maudsley Psychedelic Society, 2021
- Andrew Feldmar – Radical Adventure: Prolegomena to Psychedelic Psychotherapy, 2021
- Let's talk about love – Andrew Feldmár – TEDxBudapestSalon, 2021
- 'They Promised You That The River Ain't Deep' – A short film by László Lenhardt, 2021
- Psychedelics & Psychotherapy Book Launch – Institute of Psychedelic Therapy, 2022
- Andrew Feldmar and Michel Odent – a conversation ('Do We Need Midwives?', YouTube, 2022)
- Andrew Feldmár – Psychedelic Assisted Therapy – Seminar for the APA, Humanistic Psychology Division (2023)
- Radical psychotherapy, Andrew Feldmár (SAFPAC Seminar Series, 2025)
- An Inquiry Into Psychedelic Psychotherapy | Andrew Feldmár (Banyen Books & Sound, 2025)

## Könyvei
- A tudatállapotok szivárványa (1997, ISBN 963-04-8872-8 [kísérleti példány]; 1998, ISBN 963-04-9875-8)
- Van élet a halál előtt? – beszélgetések Feldmár Andrással (Fliegauf Benedek, 2004, ISBN 9639604003) – a róla szóló, azonos című film anyaga
- Geréb Ágnes, Karátson Gábor, Feldmár András: Beszélgetések Feldmár Andrással, A tudatállapotok szivárványa szerzőjével (2002, ISBN 9632044371)
- Apró részletekben (2004, ISBN 963216802X, ill. ISBN 9789632168029).
- Végzet, sors, szabad akarat (2004, ISBN 9637168087, ill. ISBN 9789637168086) – Ranschburg Jenővel és Popper Péterrel közösen
- A tudatállapotok szivárványa (2006, ISBN 9789632044378 – bővített kiadás)
- Feldmár mesél – Egy terapeuta történetei. Feldmár András előadássorozata Budapesten, 2006 októberében (2007, ISBN 9789639604261)
- Küszöbgyakorlatok. Evocation 23 (2007, ISBN 9789639604391) – haikugyűjtemény Büky Dorottyával közös albumban, versford. Tandori Dezső[98]
- Szégyen és szeretet (2008, ISBN 9789639604506)
- A tudatállapotok szivárványa (2007, ISBN 9789638666970 – második kiadás)
- Igazi vagy? Iskola nőknek; szerk. Feldmár András, Bernát Orsolya, Büky Dorottya; Jaffa, Bp., 2008 ISBN 9789639604674
- Szabadság, szerelem (2009, ISBN 9789639604780)
- A tudatállapotok szivárványa (2010, ISBN 9789639971127 – javított, átdolgozott kiadás)
- A barna tehén fia (2010, ISBN 9789639971356) – társszerző: Büky Dorottya
- Szabadíts meg a Gonosztól! (2011, ISBN 9789639971158)
- Belső utakon – A Nyitott Akadémia válogatott előadásai önismeretről, sorsról és szabadságról (2011, 9789638941930); további szerzők: Bagdy Emőke, Dr. Czeizel Endre, Dr. Csernus Imre, Daubner Béla, Kádár Annamária, Kígyós Éva, Pál Ferenc, Popper Péter, Ranschburg Jenő, Szendi Gábor
- Ébredések (2012, ISBN 9789639971868)
- Útmutató tévelygőknek (2013, ISBN 9786155235313) – társszerző: Büky Dorottya
- Most vagy soha (2014, ISBN 9789633041536)
- Életunalom, élettér, életkedv (2014, ISBN 9789633041819)
- Hogyan lesz a gyerekből felnőtt? (2014, ISBN 9789633041956)
- Álom és valóság (2015, ISBN 9789633042304)
- Akarat és odaadás (2015, ISBN 9789633042922)
- Félelem, düh, agresszió és szex; HVG Könyvek, Bp., 2016
- A rettenetes, a csodálatos; HVG Könyvek, Bp., 2016
- Credo; HVG Könyvek, Bp., 2017
- Ellenállás; HVG Könyvek, Bp., 2018
- Büky Dorottya, Feldmár András: Kapcsolatok könyve – Újabb útmutató tévelygőknek; HVG Könyvek, Bp., 2018
- Őszinteség; HVG Könyvek, Bp., 2019
- Büky Dorottya–Feldmár András: A cudar édesanya. Beszélgetések a mesék erejéről (HVG Könyvek, 2019, Bp.)
- Büky Dorottya, Feldmár András: A lélek rugalmassága. Beszélgetések a rezilienciáról; HVG Könyvek, Bp., 2019
- Személyes és személytelen; HVG Könyvek, Bp., 2020
- A tudatállapotok szivárványa ‒ javított, átdolgozott kiadás (2020, HVG Könyvek, ISBN 9789633049594)
- Szabadság és szabad akarat – Idézetek könyve (HVG Könyvek Bp., 2021, ISBN 9789635650323)
- Büky Dorottya–Feldmár András: Másfél méter – Beszélgetések a szeretetről (HVG Könyvek Bp., 2021, ISBN 9789635651153)
- Ács Dániel–Feldmár András: Agymosó – Őszinte kérdések és spontán válaszok (HVG Könyvek Bp., 2022, ISBN 9789635652426)
- Feldmár András–Tóth László: Nem Szentírás! (HVG Könyvek Bp., 2023, ISBN 9789635654079)
- Credo: R. D. Laing and Radical Psychotherapy (Karnac Books, UK, 2023, ISBN 9781800132443)
- Radical Adventure: An Inquiry into Psychedelic Psychotherapy (Karnac Books, UK, 2025)
- Feldmár András – Dr. Kröber Edith: Diagnózisok homokozója (HVG Könyvek Bp., 2025, ISBN 9789635657162)

## Kritikák, tudósítások
- Dr. Buda László: Feldmár Andrással beszélgettem (Szomatodráma, 2019)
- Csontos Erika: „Minden pillanatban minden lehetséges” (Litera, 2008)
- Virágh Szabolcs: Pandacsöki Boborján pszichológushoz megy (Prae.hu, 2012)
- Szabó Eszter Judit: „Onnan tudod, hogy valaki szeret, ha szabadabbnak érzed magad vele, mint amikor egyedül vagy” (Pszichoforyou, 2018)
- Vámos Miklós: Vámos több drámai elhatározást hozott Feldmár hatására (Fidelio, 2018)
- Feldmár András: „Fontosabb őszintének lenni, mint jónak” – Krámli András összeállítása (2018, HVG)
- Filius Ágnes: Feldmár: ”Bolond, aki elhiszi, hogy valóban ő kapta meg a hatalmat!” (2019, HRportal)
- Feldmár András: „A gyerek pontosan tud mindent, csak nincsenek rá szavai” (2019, HVG Extra Pszichológia) tudósítás a CEU-ról
- Vad Ágnes: Őszintén mesélek – Beszélgetés Feldmár Andrással (2019, Vadagnes.Coach) tudósítás a CEU-ról
- Moldoványi Tibor: Összeköttetésbe kerülni önmagunkkal (Magyar Máltai Szeretetszolgálat)
- Arthur Arthurus: Lehetünk őszinték egymással? (KultúrPara Blog, 2019)
- Feldmár András: Minden gyerek, aki megtanul beszélni, már hipnotizálva van (HVG Extra Pszichológia, 2020)
- Feldmár: A kölcsönös függés a létező legjobb dolog egy párkapcsolatban (Szeretlek Magyarország.hu, 2016) Láng Dávid tudósítása
- Jeki Gabriella: Mi már olvastuk: Feldmár András – Hogyan lesz a gyerekből felnőtt? (Marie Claire, 2015)
- Virágh Szabolcs: Cselekvő emancipáció à la Feldmár és Vekerdy (Fent és Lent, 2013)
- Csontos Erika: Megállított zuhanás (ÉS, 2007) illetve a szerző közösségi média oldalán
- 5 alapszabály a szexről Feldmártól (HVG Plázs, 2014)
- Virágh Szabolcs: Radikális sokszínűség (ÉS, 2010)
- Feldmár András: Odafigyelés, hipnózis, LSD (ALON, 2004)
- Scheer Katalin: A legtöbb szülő csak cseszegeti a gyerekét (Origo, 2014)
- Kovács Bálint: Feldmár mesél (Magyar Narancs) Archiválva 2020. augusztus 4-i dátummal a Wayback Machine-ben
- Rozán Eszter: Ne akarj tökéletes lenni, csak szeress! (2009, Vaskarika)
- Sistersofmercy: Nem faragja ki a lelki egészség Rubint Rékáit (KönyvesBlog)
- Kovács Bálint: Halovány a Tudatállapotok Szivárványa (KönyvesBlog)
- Pszichológia online Feldmár András: Feldmár mesél – Egy terapeuta történetei
- Borsa: Szégyen és szeretet
- Scheer Katalin: Jobb egy bűnöző kamasz, mint egy depressziós (2014, Origo)
- Ott Anna: Feldmár másokon keresztül is önmagát gyógyítja (Könyves Blog)
- Vörös Dóra: Feldmár András – Büky Dorottya: A barna tehén fia – könyvkritika (Kikötő Online)
- Örvényesi Rita: Szégyen és szeretet – Feldmár András gondolatainak értelmezése a coachingban (Magyar Coachszemle) Archiválva 2018. május 9-i dátummal a Wayback Machine-ben
- Makuvek Nóra: Gyógyító víziók | Feldmár András: Ébredések (Olvass bele)
- Takács Máté: Dogmamentes szép napot! | Feldmár András: Credo (Olvass bele)
- Mező Dóra: Az önsegítő irodalomról pro és kontra (Éva magazin) Archiválva 2018. május 10-i dátummal a Wayback Machine-ben
- Scheer Katalin: Feldmár András arra biztat, vegyük komolyan az álmainkat (Origo, 2015)[halott link]
- Nagy Zsolt: Decens Recenzens / …és utóbb Intézet lesz az emberből (Könyv Guru)
- Virágh Szabolcs: A Feldmár-faktor, avagy mennyi az ennyi? (PRAE.HU)
- Germus Krisztina: Nőkérdés: szinglinek lenni vagy mégsem? – Feldmár András előadása (Mindset Pszichológia) Archiválva 2018. május 9-i dátummal a Wayback Machine-ben
- Bús Ildikó: Feldmár András: elmebetegség nem létezik (Székelyhon)
- Gacsályi Sára: „Szabadságra vagyunk ítélve” – tudósítás Feldmár András előadásáról (Mindset Pszichológia) Archiválva 2018. május 10-i dátummal a Wayback Machine-ben
- Melher Dóra: Agymosó – Gondolkodjunk tiszta fejjel! (Mindset Pszichológia) Archiválva 2018. május 10-i dátummal a Wayback Machine-ben
- Hajdú Márton: Feldmár: A valósággal való szembenézés, gyakran rettenetes élmény (Mindset Pszichológia) Archiválva 2018. május 9-i dátummal a Wayback Machine-ben
- Konok Lili: Bagdy Emőke és Feldmár András különböző világa (Paraván) Archiválva 2018. május 10-i dátummal a Wayback Machine-ben
- Erdőjárók: Feldmár András és Bagdy Emőke a pszichoterápiáról (Frappa Magazin)
- Tibenszky Moni Lisa: Lélekbotanikusok – Vekerdy és Feldmár egy balkonon (Felelős Szülők Iskolája)
- Feldmár és Vekerdy együtt mondják meg a tutit (Dívány)
- Bánlaki D. Stella: Feldmár: Homoszexuálisok nem léteznek (Index)
- Szabó Eszter Judit: „Azt állítani, hogy nincs akaraterőd, hazugság” – Feldmár András bátorságról, változásról, akaratról (Pszichoforyou)
- Feldmár, szemtől szemben (vg21random)
- Elmebetegek és nyomorultak (Origo)
- Feldmár András: ne üss se apádra, se anyádra (HVG)
- Krich Balázs: Van élet a halál előtt? (Origo)
- Útikalauz terápiához | Feldmár András, Büky Dorottya: Útmutató tévelygőknek (Olvass bele)
- Czvitkovits Judit: "Ha nem most, akkor mikor?" –Tudósítás Feldmár András 2013-as előadásáról (NLCafé)
- Feldmár András: Aki untat, az megöl – Ne hagyd! (HRPWR, 2019)
- Konok Lili: Feldmár András gondolatai a szégyenről (Paraván, 2019) Archiválva 2019. április 9-i dátummal a Wayback Machine-ben
- Konok Lili: Feldmár András gondolatai a szeretetről (Paraván, 2019) Archiválva 2019. április 19-i dátummal a Wayback Machine-ben
- Feldmár András: A járványt nem érdemeljük meg, egyszerűen van (szeged.hu, 2020)
- Feldmár András: A legtöbben alvajárók vagyunk (HVG Extra Pszichológia, 2020)
- „Az igazi beszélgetés az, amiben az igazság megmutatja magát” – Feldmár András 80 éves (Fidelio, 2020)
- Feldmár András: A szeretet munka (HVG Extra Pszichológia, 2021)
- A komédiát csak egy hajszál választja el a tragédiától (WMN, 2023)
- A megosztó Feldmár (Önkényes Mérvadó, 2023)
- Leon Redler pszichoterapeuta könyvismertetője – Credo: R. D. Laing and Radical Psychotherapy (2023)
- Murray Gordon pszichoterapeuta könyvkritikája – Credo: R. D. Laing and Radical Psychotherapy (2023)
- Feldmár András: Ugyanilyen lett volna a praxisom kétezer évvel ezelőtt is (Lippai Roland filmkritikája,  HVG Pszichológia 2024)

## Interjúk
- Legát Tibor: Találkozás az Istennel vagy az ördöggel (Magyar Narancs, 2002)
- Feldmár András: Az LSD olyan volt, mint megtanulni angolul (Origo, 2006)
- Feldmár András a Kultúrházban (Magyar Televízió, 2006)
- Novák Attila: „Az elnyomás ellen állandóan küzdeni kell…” (Szombat, 2006)
- Friderikusz Most – Feldmár András (ATV, 2007)
- Mészáros Antónia beszélgetése Feldmár Andrással (Magyar Televízió, 2007)
- Terápia, etika, politika (HáziPatika, 2007)
- Földes András, Stöckert Gábor: Senkinek ne higgy el semmit, főleg nekem ne (Index, 2008)
- Csontos Erika: “Come to me, my melancholy baby!”(2000 – Irodalmi és Társadalmi havi lap, 2008)
- Kibelbeck Mara: Feldmár András: A szeretet és a bizalom egy tőről fakad (NLCafé, 2008)
- „...tárgyként kezelnek minket.” – Interjú Feldmár Andrással (EST.hu, 2008)
- Sólyom Beáta: Élet a halál előtt (Válasz.hu, 2008) Archiválva 2018. augusztus 31-i dátummal a Wayback Machine-ben
- Dénes Dóra: Feldmár András: Az Adrenalintól alig hallottam, mit mondtam (Dívány, 2009)
- Dénes Dóra, Susánszky Iván: Feldmár András: Minden nap reggeltől estig bébiszittelnek engem (Dívány, 2010)
- Kertész Anna: Társaságban, mégis szabadon – interjú Feldmár Andrással (Humana Magazin, 2010) Archiválva 2018. május 9-i dátummal a Wayback Machine-ben
- Gyimesi Ágnes Andrea: „Valami él engem” – interjú Feldmár Andrással (mindennapi.hu, 2011)
- Pengő Zoltán: A terapeuta dolga a szeretet (Krónika, 2011)
- Feldmár András az önismeretről (2011, Mesterkurzus)
- Feldmár András a Kultúrfitnesz c. műsorban (Petőfi Rádió, 2012)
- Feldmár: minden magyarázat egy mese, senki sem tud semmi biztosat (Transindex, 2012)
- Bálint Edina interjúja a Jazzy Randevúban (Jazzy Rádió, 2013)
- Czvitkovits Judit: Feldmár András: “Nem önzőség kilépni a szarból!” (NLCafé, 2013)
- Láng Dávid: Feldmár: a magyarok rosszul bánnak egymással (Szeretlek Magyarország, 2013)
- Balla István: Feldmár András: A szülő legyen a gyerek és ne az iskola cinkosa (HVG, 2013)
- Szily Nóra: Feldmár András: "A boldogság egy mellékhatás" (Life, 2013)
- Feldmár: Hamarosan mind meghalunk (24.hu, 2013)
- Feldmár András: A gyerekednek rád van szüksége, nem egy jó anyára (Könyves Blog, 2014)
- Kiss Beáta beszélgetése Feldmár Andrással (Ferles Péter pszichológus honlapja, 2014)
- Makki Marie-Rose: Szégyen: az életre szóló hipnózis (Hetek Közéleti Hetilap, 2014)
- Tudatállapotok – interjú sorozat: Feldmár András (Tilos Rádió, 2014)
- Ridikül – Feldmár András (DUNA Televízió, 2014)
- Fókusz Plusz – Feldmár András (RTL Klub, 2015)
- Rossz gyerek nincs. Rossz iskola van! (anyám borogass!, 2015) Archiválva 2018. május 9-i dátummal a Wayback Machine-ben
- Scheer Katalin: A mai pszichiáterek bántják a pácienseiket – Interjú Feldmár Andrással (Origo, 2015) Archiválva 2015. november 27-i dátummal a Wayback Machine-ben
- D. Tóth Krisztina: Feldmár András: Beteggé tesszük magunkat, ha nem harcolunk a szabadságunkért (WMN, 2015)
- „Soha nem fogunk fátyol nélkül látni” –interjú Feldmár Andrással (Zama blog, 2015)
- Oravecz Éva Csilla: "Nem akartam egyedül lenni" – Interjú Feldmár Andrással (Nők Lapja, 2016)
- Szalay Dániel: A túlélők bűntudata – "miért pont én?" – Interjú Feldmár Andrással (Jog és Pszichológia, 2016) Archiválva 2018. május 10-i dátummal a Wayback Machine-ben
- Szalay Dániel: Alkotás vs. pusztítás – interjú Feldmár Andrással a terrorról (Jog és Pszichológia, 2016) Archiválva 2018. május 9-i dátummal a Wayback Machine-ben
- Sebők Orsolya: Feldmár András: gyakorolni kell a szeretetet (Piac&Profit, 2016)
- Sebők Orsolya: Feldmár András: „Ha a szeretet vírus nem lesz járványszerű, kihalunk” (Piac&Profit, 2016)
- Hardi Judit: Harcolni kell a sírig – Interjú a Kanadában élő pszichológussal, Feldmár Andrással (Szabad Föld, 2017) Archiválva 2018. május 9-i dátummal a Wayback Machine-ben
- Balla István: Feldmár András: "A menekülés nem szégyen" (HVG Pszichológia Magazin, 2017)
- Fázold Helga: Akik csak leülnek melléd... (Ring Magazin, 2017)
- Bálint Edina: Randevú Feldmár Andrással (Jazzy Rádió, 2017)
- Partos Bence: Az LSD-vel betörhetünk egy olyan helyre, ahová nem érdemelnénk meg – interjúnk Feldmár Andrással (Mindset Pszichológia, 2017) Archiválva 2018. május 9-i dátummal a Wayback Machine-ben
- Jankovics Márton: Feldmár András: A legtöbb embernek bunkó volt az apja, persze, hogy bunkót fogunk megválasztani (24.hu, 2017)
- Hankó Viktor: A panaszkodó felnőtt valójában csak egy gyerek (Origo, 2018)
- A boldly honest conversation with Andrew Feldmár (Philosophy Magazine, 2018)
- Gerenday Bars Ágnes: Őszinteség a Könyvklubban (Klubrádió, 2019)
- Barnóczki Brigitta: Feldmár András – nők, akik őt inspirálják (Marie Claire, 2019)
- Tiefenthaler Eszter: Inspiráló Feldmár (Marie Claire, 2019)
- Béres Máté: „Zavarta, ha felnéztek rá” – szaktársai Vekerdy Tamásról (Magyar Narancs, 2019)
- A szabadságodért harcolnod kell minden pillanatban, az életed végéig – beszélgetés Feldmár Andrással (Magyar Élet magazin, 2020)
- Kun Zsuzsa: Exkluzív interjú Feldmár Andrással (Best Magazin, 2020)
- Feldmár András: Nem érdemeltük meg a járványt (Csabai Máté, Fidelio, 2020)
- Huszerl József interjúja Feldmár Andrással (Civil Rádió, 2020)
- Menedéket adni, bátorítani és felelős gondolkozáshoz segíteni – Akácfák és fecskék[halott link] (Zalai Hírlap, 2020)
- „Soha nem értettem, miért kell sietni” – Interjú Feldmár András pszichológus-pszichoterapeutával (Nők Lapja Psziché, 2020)
- Hogyan lettem pszichoterapeuta? – Részlet a Születésnapi beszélgetésből (HVG Pszichológia, 2020)
- “Soha ne öld meg magad mielőtt jön a postás” Gólyakarantén 04 – Feldmár András (EPER, 2021)
- Feldmár András: Azon tökölnék a halálos ágyamon, hogy gyáva voltam-e (Selye János Egyetem, HÖK, 2021)
- Feldmár András: Aki másokat bánt, az hatalomorgazmusra vágyik (Librarius, 2022)
- Feldmár András: A pszichedelikus szerek orvosságként, terápia nélkül nem sokat érnek (Qubit., 2022)
- „A depresszió politikai probléma” – Feldmár András pszichoterapeuta a hatalomról (Magyar Narancs, 2023)
- Feldmár András: Az egész lényünk egy harctér, hogy a rosszat ne engedjük a világba (Jelen, 2023)[halott link]
- Miért szedjek én orvosságot, hogy veled maradhassak? Interjú Feldmár Andrással és Krámli Andrással (Unique Magazin, 2024)
- A szokás illúzió – Interjú Feldmár Andrással és Büky Dorkával (Funzine)
- Interjú Feldmár Andrással a Most vagy soha c. könyvéről

Válogatott interjúk angolul:
- Whatever Became of Andrew Feldmar? (Vancouver Observer, 2009)
- Deconstructing Psychiatry (Vancouver Co-op Radio, 2011) az eredeti felvétel 2004-ben készült
- Father, Interpersonal Phenomenologist and Love Dealer – Interview with Andrew Feldmár (Twisted iDEAL, 2013)
- "Nobody suffers, nobody is crazy, if they weren't hurt." – Interview with Andrew Feldmár (SEX Magazine, 2014) Archiválva 2018. február 13-i dátummal a Wayback Machine-ben
- Interview with Andrew Feldmar About Psychedelic-Assisted Psychotherapy (MAPS, 2014) az interjú meghallgatható Soundcloud-on
- The Rainbow States of Consciousness (Conscious Living Radio, 2014)
- A boldly honest conversation with Andrew Feldmár (Philosophy Magazine, 2018)
- Radical Therapy with Andrew Feldmar (MANTORSHIFT, 2023)
- Anna Dobos' interview with Andrew Feldmar (Manka Conversations, 2024)
- Back to the Roots | LIdija Martinovic Rekert' Interview with Andrew Feldmar (YouTube, 2024)
- Interview with Psychotherapist Andrew Feldmár (Any Dreams Last Night?, 2024)
- Psychotherapy with Andrew Feldmár (Drug Science Podcast, 2024)
- Mia Kalef: On Evil

## Előadások, könyvek és egyéb válogatott publikációk szöveges anyaga
- A tudatállapotok szivárványa (1992), I. rész, II. rész, III. rész, IV. rész
- Az élmények szabadsága (1999)
- A születés és halál stációi (nem teljes) (2001)
- Szeretet, vágy, akarat és szex (2005)
- Valóság, képzelet, nyelv és emberi kapcsolat (2005)
- Küszöbgyakorlatok
- A barna tehén fia című könyv hivatalos oldala (2010)
- Feldmár András: "Ha hozzám érsz, eltöröm a karodat" (2014)
- Feldmár András: Szeretet, akarat, és a valóság gyűlölete (2012)
- Feldmár András: Egy öreg halász tapasztalatai (2011)
- Feldmár András: Aki meglátja az Istent, meghal (2016, 24.hu)
- Feldmár András: „A mostani helyzet emlékeztet minket a gyerekkorunkra” (2020, HVG Pszichológia Magazin)
- Feldmár András: A traumán túl (2023, HVG Pszichológia Magazin)

Angolul:
- Pylyshyn, Z.W., Feldmar, A.: Grammatical Category as Mediator. in Psychonom. Sci., 1968, Vol. 13.
- Minute Particulars and Bookworm (two regular columns) in Mental Patients’ Association’s publication In A NutShell[halott link]
- The Embryology of Consciousness: What is a normal pregnancy? In The Psychological Aspects of Abortion, 1979
- Andrew Feldmar in R.D.Laing: Creative Destroyer, Bob Mullen (Ed.) London: Cassell, 1997, pp. 340 -368.
- Trickster Makes This World: Mischief, Myth and Art Archiválva 2023. január 5-i dátummal a Wayback Machine-ben in Geist, 2000
- Entheogens and Psychotherapy in Janus Head, 2001
- Dr. Love and Mr. Death in The Erotic: Exploring Critical Issues, 2004
- Deleuze’s Catch After His Surrender to Bacon in Janus Head, 2005
- Closed doors of perception in The Guardian, 2007
- Psychedelic drugs could heal thousands in The Guardian, 2008
- R. D. Laing and the Courage to Be in Saybrook University, 2013
- Love, will, and the hatred of reality in R.D. Laing: 50 Years Since The Divided Self, 2013
- On the Therapeutic Stance during Psychedelic Psychotherapy in Psychedelics and Psychotherapy: The Healing Potential of Expanded States, 2021
- Radical Adventure -- An Inquiry into Psychedelic Psychotherapy -- An excerpt by: Andrew Feldmár (2025, MAPS Bulletin: Volume XXXIV)